# Gibbula hisseyiana
Gibbula hisseyiana is een slakkensoort uit de familie van de Trochidae. De wetenschappelijke naam van de soort is voor het eerst geldig gepubliceerd in 1876 door Tenison-Woods als Littorina hisseyiana.